# Labocurtidia ungula
Labocurtidia ungula är en insektsart som beskrevs av Nielson 1983. Labocurtidia ungula ingår i släktet Labocurtidia och familjen dvärgstritar. Inga underarter finns listade i Catalogue of Life.